# Gulf Park Estates
Gulf Park Estates è un centro abitato e un census-designated place (CDP) degli Stati Uniti d'America, situato nella contea di Jackson, nello Stato del Mississippi.